# 塩嶺トンネル (長野自動車道)
塩嶺トンネル（えんれいトンネル）は、長野県岡谷市と塩尻市の間の長野自動車道上にあるトンネルである。

## 概要
トンネルがS字カーブとなっているため、注意の表示がある。また、上下線ともにトンネル上り（岡谷坑口）側のすぐに岡谷ICの流入・流出車線が設置されているため、上りの流出案内はトンネル内に表示されている。
下り線の岡谷坑口側には諏訪地方の有名な祭りである御柱祭の御柱を象った柱が左右に2本設置されている。
このトンネルを境に太平洋側（岡谷側天竜川水系）、日本海側（塩尻側信濃川水系）の中央分水嶺になっている。

## トンネル長
- 上り線（岡谷方面） 1,707m
- 下り線（長野方面） 1,800m

## 隣
E19 長野自動車道
(1)岡谷IC - 塩嶺トンネル - みどり湖PA - (2)塩尻IC